# Jean-Paul Paloméros

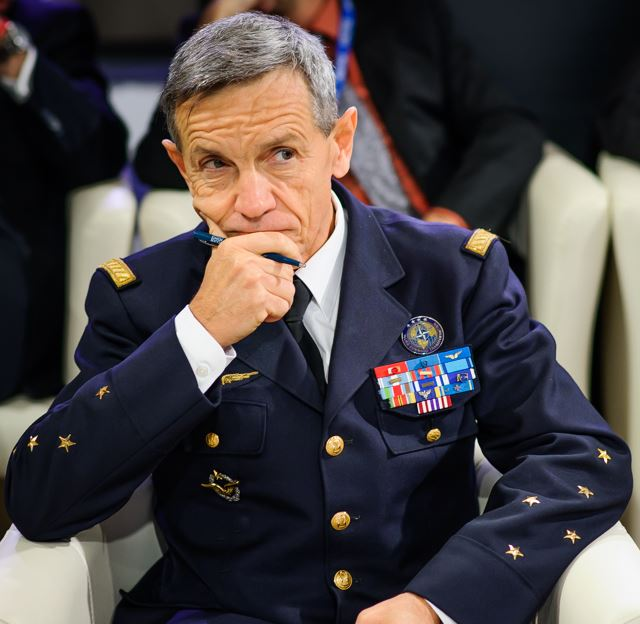
Jean-Paul Paloméros auf dem Halifax International Security Forum (2014)

Jean-Paul Paloméros (* 13. August 1953 in Paris) ist ein ehemaliger General der französischen Luftstreitkräfte. In seiner letzten Verwendung war er von 2012 bis 2015 Supreme Allied Commander Transformation. Zuvor bekleidete er den Posten des Stabschefs der Luftstreitkräfte von 2009 bis 2012.

## Leben
Jean-Paul Paloméros trat 1973 in die Luftstreitkräfte ein und absolvierte eine Offizierausbildung sowie eine Ausbildung zum Jetpiloten, die er 1976 abschloss. Er flog in diversen Staffeln die Muster Dassault Mirage F1 und Dassault Mirage 2000 und kam auf über 3.500 Flugstunden. Als Staffelkapitän führte er die Staffel 2/12 in Cambrai, unter anderem 1987 im Tschad bei der Operation Epervier, als Geschwaderkommodore das 30e Escadre de chasse (Jagdgeschwader) in Reims.
1993 nahm Paloméros an einem Lehrgang für Stabsoffiziere am Royal Air Force Staff College in Bracknell teil, wo er den Curtis Prize erhielt. Von 1996 bis 1998 war er Kommandeur des Militärflugplatzes Cazaux (Base Aérienne 120), auf der ein Flugtestzentrum sowie diverse Schuleinheiten stationiert sind.

### Auslandseinsätze
Paloméros war mehrfach an diversen Operationen auf dem Balkan beteiligt, zunächst 1993 als stellvertretender Kommandeur des französischen Teils der Operation Crecerelle auf dem Stützpunkt Vicenza in Italien, später noch bei der Operation Deny Flight und 1995 in Bosnien-Herzegowina zur Koordination der Einsätze während der Operation Deliberate Force.

### Laufbahn als General
1998 wurde Paloméros Leiter der Planungsabteilung im Stab der Luftstreitkräfte. 2001 wurde er zum Général de brigade befördert und zum Vorsitzenden einer Arbeitsgruppe ernannt, die sich mit der Weiterentwicklung der Luftstreitkräfte beschäftigte. 2002 ernannte man ihn zum Abteilungsleiter, zuständig für Planung und Veränderungsprogramme. 2005 wurde er zunächst stellvertretender Stabschef der Luftstreitkräfte, von 2009 bis 2012 war er schließlich Stabschef.
Am 6. August 2012 bestätigte der Nordatlantikrat die Ernennung von Paloméros zum Supreme Allied Commander Transformation, das Amt trat er schließlich am 28. September 2012 in Norfolk an. 2015 ging er in den Ruhestand.

## Privates
Paloméros ist verheiratet und Vater von fünf Kindern.

## Militärische Auszeichnungen
2009 wurde Paloméros als Grand Officier de la Légion d’Honneur ausgezeichnet, zudem erhielt er den Ordre national du Mérite und die Médaille de l’Aéronautique.